# Raúl Juliá
Raúl Juliá, all'anagrafe Raúl Rafael Juliá y Arcelay (San Juan, 9 marzo 1940 – Manhasset, 24 ottobre 1994), è stato un attore portoricano.
Interprete versatile sia in teatro che alla televisione e al cinema, spaziò da ruoli drammatici a ruoli brillanti, conseguendo grande popolarità con l'interpretazione di Gomez Addams nei film La famiglia Addams e La famiglia Addams 2 di Barry Sonnenfeld.

## Biografia
Nato a Porto Rico da Olga Arcelay e Raúl Juliá Sr., entrò nel mondo dello spettacolo con una performance in un night club di San Juan, rifacendosi all'attore Orson Bean. Nel 1969 iniziò la sua carriera cinematografica, interpretando ruoli secondari in alcuni film, e raggiungendo il successo nel 1974 con l'interpretazione di Edmund nel film per la televisione Re Lear, di Edwin Sherin, tratto dalla tragedia di Shakespeare.
Dal 1971 partecipò ad alcuni musical, ottenendo un grande successo, compresi tre Tony Award, uno dei quali per il ruolo di protagonista in Nine, tratto dalla commedia Sei donne appassionate del commediografo italoamericano Mario Fratti. Se il pubblico cinematografico più attento lo ricorda come appassionato prigioniero politico ne Il bacio della donna ragno (1985) di Héctor Babenco, presso quello più vasto è celebre soprattutto per la sua interpretazione di Gomez Addams nei già citati film La famiglia Addams (1991) e La famiglia Addams 2 (1993) di Barry Sonnenfeld, tratti dall'omonima serie televisiva degli anni sessanta, e che ebbero grande successo nei primi anni novanta.
Nel 1991 gli fu diagnosticato un cancro allo stomaco, ma Juliá continuò a recitare. Le sue condizioni si aggravarono nel 1993, mentre era in Messico per interpretare uno dei suoi ruoli più memorabili, l'attivista della foresta pluviale brasiliana Chico Mendes nel film televisivo Il fuoco della resistenza - La vera storia di Chico Mendes (1994), di John Frankenheimer, per il quale vinse un Golden Globe e un Emmy Award postumi. Juliá infatti mantenne il segreto sulla sua malattia quasi fino al giorno della sua morte, sostenendo che il suo aspetto fisico sempre più scarno fosse il risultato di una dieta macrobiotica necessaria per interpretare un ruolo: anche dopo che un paio di suoi amici ebbero rivelato, anonimamente, la vera natura delle sue condizioni, egli continuò comunque a negare.
Poco tempo dopo, Juliá si recò a Vancouver per recitare nel film Street Fighter - Sfida finale (1994) di Steven E. de Souza, nel ruolo del cattivo M. Bison, nel quale utilizzò un accento inglese: sarebbe dovuto apparire anche nella versione videoludica del film (attraverso la digitalizzazione), ma, anche se riuscì a incontrare lo staff responsabile del progetto, l'avanzare della malattia gli impedì di partecipare. Nei titoli di coda, comunque, appaiono le parole "FOR RAÚL. Vaya Con Dios" ("Vai con Dio"). L'ultimo lavoro di Juliá fu un ruolo di supporto nel dramma Replica di un incubo di Jonathan Sanger, realizzato per la TV via cavo e trasmesso postumo nel 1995.
Il 16 ottobre 1994 Juliá infatti fu colpito da un ictus nel suo appartamento di New York: morì dopo otto giorni di coma, a 54 anni. Il suo corpo fu riportato a Porto Rico, a San Juan, nella sede dell'Istituto di Cultura Portoricana e poi nel Collegio San Ignacio de Loyola, dove fu allestita la camera ardente. Il funerale di Stato venne celebrato nella cattedrale di San Giovanni Battista, alla presenza della moglie, dei due figli e di migliaia di persone. La sua tomba si trova nel cimitero Buxeda di San Juan, a Porto Rico.

## Impegno umanitario
Durante la sua vita, Juliá ha proseguito nell'impegno sociale come già i suoi genitori, collaborando con attività rivolte alla collettività ed a progetti educativi; proprio per il suo grande impegno, venne eletto membro del Consiglio di New York per gli studi umanistici. Successivamente alla scadenza del suo mandato, continuò a prestare la sua opera a titolo completamente gratuito.
Diversi gli obiettivi dell'impegno sociale di Juliá; ad esempio, preoccupato dell'aumento dei livelli di violenza tra gli adolescenti, ha sponsorizzato la scrittura di copioni con gli studenti delle scuole superiori. Oppure si impegnò per promuovere altri artisti latino-americani, prestando il suo sostegno attivo all'Organizzazione Ispanica degli attori latini (HOLA) e fu co-fondatore di “Visiones Luminosas”, un'iniziativa per promuovere nuovi sceneggiatori. 
In modo simile, Juliá ha collaborato con registi indipendenti in Portorico agendo in loro produzioni gratuitamente o consentendo loro di remunerarlo con cifre molto basse. Questo costante coinvolgimento con la comunità latinoamericana gli è valso il premio postumo "Hispanic Heritage".
Juliá era anche attivo nel promuovere l'integrazione interrazziale: era membro di “Racial Harmony” ed era presidente della "Joseph Papp Celebrity" che promuove progetti per un’armonia razziale. Come parte del suo lavoro in "The Hunger Project", Juliá ha donato cibo per una banca del cibo una volta al mese, promuovendo il programma contro la fame partecipando a trasmissioni televisive e radiofoniche, oltre a prestare la voce in un video promozionale bilingue. Il suo coinvolgimento è stato anche riconosciuto nel "porre fine alla fame: un'idea il cui tempo è venuto". Grazie a questo lavoro, ha ricevuto il "Citizen Global Award" e, il 24 marzo del 1992, il "Courage of Conscience Award".
Nel 1994, il governo di El Salvador ha riconosciuto il suo attivismo per i diritti umani, concedendogli il ruolo del sorvegliante nelle loro elezioni generali in rappresentanza del "Freedom House". Durante la sua visita nel paese, ha visitato la tomba di Romero, successivamente ha descritto la sua esperienza in un pezzo pubblicato nella "Freedom Review". In riconoscimento per il lavoro svolto, ogni anno il "National Endowment for the Hispanic Arts" assegna il premio "Raúl Juliá Award" per l'eccellenza nelle arti umanistiche. Questo premio è stato vinto da noti personaggi dello spettacolo, come Sandra Bullock, premiata nel 2002. L'attrice ha ricevuto questo premio per il suo lavoro come produttore esecutivo della serie TV George Lopez, che ha offerto il lavoro e l'esposizione per il talento ispanico. Nel 2003, Daniel Rodríguez ha vinto il primo "Raúl Juliá Global Citizen Award" dalla "Puerto Rico Family Institute" con sede a New York, per il riconoscimento del suo impegno di promozione sociale.

## Filmografia

### Cinema
- Un assassino per un testimone (Stiletto), regia di Bernard L. Kowalski (1969)
- Panico a Needle Park (The Panic in Needle Park), regia di Jerry Schatzberg (1971)
- Been Down So Long It Looks Like Up to Me, regia di Jeffrey Young (1971)
- L'organizzazione sfida l'ispettore Tibbs (The Organization), regia di Don Medford (1971)
- La corsa più pazza del mondo (The Gumball Rally), regia di Chuck Bail (1976)
- Occhi di Laura Mars (Eyes of Laura Mars), regia di Irvin Kershner (1978)
- Othello, regia di Joseph Papp - video (1979)
- A Life of Sin, regia di Efraín López Neris (1979)
- Un sogno lungo un giorno (One from the Heart), regia di Francis Ford Coppola (1981)
- Strong Medicine - Il coraggio delle donne, regia di Richard Foreman (1981)
- 60 minuti per Danny Masters (The Escape Artist), regia di Caleb Deschanel (1982)
- La tempesta (Tempest), regia di Paul Mazursky (1982)
- Il bacio della donna ragno (Kiss of the Spider Woman), regia di Héctor Babenco (1985)
- Posizioni compromettenti (Compromising Positions), regia di Frank Perry (1985)
- La gran fiesta, regia di Marcos Zurinaga (1986)
- Il mattino dopo (The Morning After), regia di Sidney Lumet (1986)
- Tango Bar, regia di Marcos Zurinaga (1987)
- Trading Hearts, regia di Neil Leifer (1988)
- The Penitent, regia di Cliff Osmond (1988)
- Il dittatore del Parador in arte Jack (Moon Over Parador), regia di Paul Mazursky (1988)
- Tequila Connection (Tequila Sunrise), regia di Robert Towne (1988)
- Romero, regia di John Duigan (1989)
- Mack the Knife, regia di Menahem Golan (1989)
- Presunto innocente (Presumed Innocent), regia di Alan J. Pakula (1990)
- Frankenstein oltre le frontiere del tempo (Frankenstein Unbound), regia di Roger Corman (1990)
- La recluta (The Rookie), regia di Clint Eastwood (1990)
- Havana, regia di Sydney Pollack (1990) - non accreditato
- La famiglia Addams (The Addams Family), regia di Barry Sonnenfeld (1991)
- La peste, regia di Luis Puenzo (1992)
- La famiglia Addams 2 (Addams Family Values), regia di Barry Sonnenfeld (1993)
- Street Fighter - Sfida finale (Street Fighter), regia di Steven E. de Souza (1994) - postumo
- Street Fighter: The Movie (1995) - videogioco

### Televisione
- Love of Life - serie TV (1969)
- Uno sceriffo a New York (McCloud), episodio Portrait of a Dead Girl, regia di Richard Colla - serie TV (1970)
- Sesamo apriti (Sesame Street) - serie TV, 4 episodi (1971-1972)
- The Bob Newhart Show, episodio Oh, Brother, regia di Peter Baldwin - serie TV (1974)
- Great Performances, episodio King Lear, regia di Edwin Sherin - serie TV (1974)
- Aces Up, regia di Sheldon Leonard - film TV (1974)
- Death Scream, regia di Richard T. Heffron - film TV (1975)
- The New Show, regia di Heino Ripp - serie TV (1984)
- American Playhouse, episodio Archivio segreto, regia di Douglas Williams - serie TV (1985)
- Mussolini: The Untold Story, regia di William A. Graham - miniserie TV (1985)
- The Alamo: Thirteen Days to Glory, regia di Burt Kennedy - film TV (1987)
- Florida Straits, regia di Mike Hodges - film TV (1987)
- Onassis: l'uomo più ricco del mondo (Onassis: The Richest Man in the World), regia di Waris Hussein – film TV (1988)
- Il fuoco della resistenza - La vera storia di Chico Mendes (The Burning Season), regia di John Frankenheimer – film TV (1994)
- Replica di un incubo (Down Came a Blackbird), postumo, regia di Jonathan Sanger – film TV (1995)

## Teatro (parziale)
- Bye Bye Birdie, di Michael Stewart, Lee Adams e Charles Strouse. Teatro Tapia di San Juan (1963)
- Letto matrimoniale, di Jan de Hartog. Teatro Tapia di San Juan (1963)
- The Happy Time, di John Kander, Fred Ebb e N. Richard Nash. Teatro Tapia di San Juan (1963)
- Macbeth, di William Shakespeare. Teatro Tapia di San Juan (1963)
- Otello, di William Shakespeare. Teatro Tapia di San Juan (1963)
- La vita è sogno, di Pedro Calderón de la Barca. Astor Theatre dell'Off Broadway (1964)
- La Carreta, di René Marqués. Greenwich Mews Theatre dell'Off Broadway (1967)
- Tito Andronico, di William Shakespeare. Delacorte Theater dell'Off Broadway (1967)
- A porte chiuse, di Albert Camus. Bouwerie Lane Theatre dell'Off Broadway (1968)
- The Cuban Thing, di Jack Gelber. Henry Miller's Theatre dell'Off Broadway (1968)
- Your Own Thing, di Hal Hester, Danny Apolinar e Donald Driver. Orpheus Theater dell'Off Broadway (1968)
- The Hide and Seek Odyssey of Madelain Gimple, di Frank Gagliano. Eugene O'Neill Theater Center di Waterford (1968)
- Vyrozumění, di Václav Havel. The Public Theater dell'Off Broadway (1968)
- Frank Gagliano's City Scene, di Frank Gagliano. Fortune Theater dell'Off Broadway (1969)
- Indians, di Arthur Kopit. Brooks Atkinson Theatre di Broadway (1969)
- I Persiani, di Eschilo. St. George's Episcopal Church dell'Off Broadway (1970)

- The Castro Complex, di Mel Arrighi. Stairway Theatre di Broadway (1970)
- Pinkville, di George Tabori. Theater at St. Clement's Church dell'Off Broadway (1971)
- Come vi piace, di William Shakespeare. Saint James Theatre di Broadway (1971)
- Two Gentlemen of Verona, di Galt MacDermot e John Guare. Public Theater dell'Off Broadway, St James Theatre di Broadway (1971)
- Via Galactica, di Christopher Gore, Judith Ross e Galt MacDermot. Uris Theatre (1972)
- Amleto, di William Shakespeare. Delacorte Theater dell'Off Broadway (1972)
- Come vi piace, di William Shakespeare. Delacorte Theater dell'Off Broadway (1973)
- Re Lear, di William Shakespeare. Delacorte Theater dell'Off Broadway (1973)
- Where's Charley?, di Frank Loesser e George Abbott. Circle in the Square Theatre (1974)
- L'opera da tre soldi, di Bertolt Brecht e Kurt Weill. Lincoln Center di Broadway (1976)
- Il giardino dei ciliegi, di Anton Čechov. Lincoln Center di Broadway (1977)
- Dracula, di Hamilton Deane e John L. Balderston. Al Hirschfeld Theatre di Broadway (1977)
- La bisbetica domata, di William Shakespeare. Delacorte Theater dell'Off Broadway (1978)
- Otello, di William Shakespeare. Delacorte Theater dell'Off Broadway (1979)
- Tradimenti, di Harold Pinter. Nederlander Theatre di Broadway (1979)
- La tempesta, di William Shakespeare. Delacorte Theater dell'Off Broadway (1981)
- Nine, di Mario Fratti, Arthur Kopit e Maury Yeston. Richard Rodgers Theatre di Broadway (1982)
- Partita a quattro, di Noël Coward. Circle in the Square Theatre di Broadway (1984)
- Le armi e l'uomo, di George Bernard Shaw. Circle in the Square Theatre di Broadway (1985)
- Macbeth, di William Shakespeare. Public Theater dell'Off Broadway (1989)
- Otello, di William Shakespeare. Delacorte Theater dell'Off Broadway (1979)
- Man of La Mancha, di Dale Wasserman, Joe Darion e Mitch Leigh. Marquis Theatre di Broadway (1992)

## Riconoscimenti
- Primetime Emmy Awards
  - 1995 – Migliore attore protagonista in una miniserie o film per Il fuoco della resistenza - La vera storia di Chico Mendes

## Doppiatori italiani
Nelle versioni in italiano delle opere in cui ha recitato, Raúl Juliá è stato doppiato da:
- Franco Zucca in Romero, La recluta, La famiglia Addams, La famiglia Addams 2
- Alessandro Rossi ne Il dittatore del Parador in arte Jack, Presunto innocente, Havana
- Mario Cordova in Frankenstein oltre le frontiere del tempo, Street Fighter - Sfida finale
- Saverio Moriones in Tequila Connection, Onassis: l'uomo più ricco del mondo
- Michele Gammino in La corsa più pazza del mondo
- Pietro Biondi in Occhi di Laura Mars
- Massimo Ghini in Un sogno lungo un giorno
- Sergio Fiorentini in La tempesta
- Luca Dal Fabbro ne Il bacio della donna ragno
- Carlo Sabatini in Posizioni compromettenti
- Adalberto Maria Merli ne Il mattino dopo
- Ennio Coltorti ne La peste
- Francesco Pannofino in Occhi di Laura Mars (ridoppiaggio)